# Fuensanta de Martos
Fuensanta de Martos è un comune spagnolo di 3 270 abitanti situato nella comunità autonoma dell'Andalusia.